# Ignacio Basallo
Ignacio Basallo, llamado en realidad Ignacio Vázquez Novoa-Basallo (Orense, 1952) es un escultor y artista español.

## Trayectoria
Estudió en la Escuela de Artes y Oficios de Orense (1971), en Madrid trabajó en el taller de Manuel Raba (1972) e inició estudios en la Escuela de Bellas Artes de San Fernando, y en 1971 estudió en la Escuela Massana de Barcelona. En 1980 obtuvo una beca del Ministerio de Cultura español. Sus primeras exposiciones datan de los años 1970. Fuertemente inspirado en la antropología rural gallega, también emplea el Conceptualismo, en el que se producen diferentes lecturas de un mismo objeto.
En 2008 una de sus obras fue entregada con motivo de los Premios Nacionais da Cultura Galega.
En 2015 fue nombrado académico numerario de la Real Academia Gallega de Bellas Artes en la sección de escultura.